# حبیب‌الله عبدالرزاق
حبیب‌الله عبدالرزاق (به تاجیکی: Ҳабибулло Абдураззоқов) (زاده ۷ نوامبر ۱۹۳۷ - درگذشته ۱۹ ژانویه ۲۰۲۱ تاجیکستان) بازیگر تئاتر و سینما و کارگردان تئاتر تاجیک بود.

## سرگذشت
حبیب‌الله عبدالرزاق دانش‌آموخته دانشگاه‌های هنر تاجیکستان و روسیه بود و نزدیک به ۶۰ سال از عمر خویش را در تئاتر و سینمای تاجیکستان خدمت کرد.
عبدالرزاق علاوه بر بازی در فیلم‌های سینمایی و تلویزیونی تاجیکستان، کشورهای آسیای مرکزی و روسیه بیش از ۳۰ نمایشنامه تئاتر را نیز کارگردانی کرده بود.
وی در سریال ایرانی در چشم باد در نقش آقا حسام، یکی از یاران میرزا کوچک خان جنگلی ظاهر شد. این بازیگر سرشناس تاجیک همچنین در مجموعه  ایرانی «شکرانه» نیز نقش سرگرد پلیس تاجیک را ایفا کرده است.
حبیب‌الله عبدالرزاق سال‌های زیادی در سمت مسئول انجمن کارمندان تئاتر تاجیکستان نیز فعالیت داشت.

## درگذشت
حبیب‌الله عبدالرزاق روز سه شنبه ۳۰ دی ۱۳۹۹ در سن ۸۴ سالگی در شهر دوشنبه تاجیکستان درگذشت.